# Nooteboom Textiles
Nooteboom Textiles is een Nederlandse groothandel in textiel gevestigd in Tilburg.
De onderneming opereert wereldwijd in meer dan vijftig landen.

## Geschiedenis
De firma Nooteboom werd opgericht in 1852 te Tilburg, het is een van Tilburgs oudste bedrijven.
Het familiebedrijf wordt sinds 1994 geleid door Sander Nooteboom, dit is de vijfde generatie.

### Opvolging
| Naam             | Datum        |
| ---------------- | ------------ |
| Urias Nooteboom  | 1852 - 1901  |
| Anton Nooteboom  | 1901 - 1945  |
| Harry Nooteboom  | 1945 - 1960  |
| Arie Nooteboom   | 1960 - 1994  |
| Sander Nooteboom | 1994 - Heden |

## Nominatie
In 2016 werd het bedrijf genomineerd voor de Familiebedrijven Award van dat jaar.

## Participatie
In maart 2018 heeft Egeria, samen met de familie Nooteboom, een meerderheidsbelang verworven in Nooteboom Textiel.